# Мужская сборная Бурунди по баскетболу 3×3
Мужская сборная Бурунди по баскетболу 3×3 представляет Бурунди на международных соревнованиях по баскетболу 3×3. Управляющим органом является Федерация баскетбола Бурунди (фр. Fédération de Basketball du Burundi, FEBABU).
По состоянию на 18 сентября 2024, мужская сборная Бурунди по баскетболу 3×3 занимает 91-е место в мировом рейтинге ФИБА мужских сборных по баскетболу 3×3.

## Результаты выступлений
| Турнир           | Золото | Серебро | Бронза | Всего |
| ---------------- | ------ | ------- | ------ | ----- |
| Чемпионат Африки | —      | —       | —      | '—    |
| Итого            | —      | —       | —      | —     |

### Чемпионат Африки
| Год          | Место          | Игры           | Победы         | Поражения      | Состав команды                                                            |
| ------------ | -------------- | -------------- | -------------- | -------------- | ------------------------------------------------------------------------- |
| 2017—2018    | не участвовали | не участвовали | не участвовали | не участвовали | не участвовали                                                            |
| Кампала 2019 | 11             | 2              | 0              | 2              | Derrick Bitigirimbango, Erade Mugisha, Bienvenu Ndikuriyo, Jimbere Paulin |
| 2022—н. в.   | не участвовали | не участвовали | не участвовали | не участвовали | не участвовали                                                            |